# 調變深度差
調變深度差（英文：Difference in the depth of modulation，縮寫：DDM），即信號強度的差值，為儀器著陸系統使用之技術。在儀器著陸系統導引時，會發出重疊的調變信號，系統比較不同頻率的信號強度差，來判定是否在水平與垂直的中心線上。
例：

ILS定位圖解

ILS定位圖解，上圖中飛機由左至右進入跑道，以飛機視點看，90Hz為偏左之波束(藍虛線)，150Hz為偏右之波束(紅虛線)，因此在飛機偏向中心線的左側時，90Hz 的信號強度會比 150Hz 來得強。而在中心線上時，兩頻率強度一致。

## 調變深度
- Amp = 振幅
- M = 平均值

{\displaystyle MD=Amp/M}
調變深度為 100% 如果波谷值為0，波峰值為平均值之2倍

## 定義
- DDM (調變深度差)
- MDS1 (Modulation depth Signal 1)
- MDS2 (Modulation depth Signal 2)

{\displaystyle DDM=(MD_{S1}-MD_{S2})/100}